# アレクサンダー・フォン・ヘッセン＝ダルムシュタット
アレクサンダー・フォン・ヘッセン＝ダルムシュタット（Alexander von Hessen-Darmstadt, 1823年6月15日 - 1888年12月15日）は、ドイツの軍人。バス勲章保持者。バッテンベルク家の祖。

## 生涯
ヘッセン大公ルートヴィヒ2世とその妃ヴィルヘルミーネの四男（第5子）として、ダルムシュタットで生まれた。全名はアレクサンダー・ルートヴィヒ・ゲオルク・フリードリヒ・エミール（Alexander Ludwig Georg Friedrich Emil）。大公の子供たちのうち、アレクサンダーとマリー（のちのロシア皇后マリア）の2人は、母ヴィルヘルミーネとその愛人アウグスト・ルートヴィヒ・フォン・スナルクラン・ド・グランシー男爵との不義の子供だった。
成長すると、アレクサンダーは大公家の男子のならいとして軍人になり、ロシア軍に所属して輝かしい戦歴を重ねた。彼はのち聖ゲオルギー勲章を皇帝から授けられた。妹マリーが皇太子妃であることは、彼にとって不利な条件ではなかったのは事実である。
このまま何事もなくいけば軍人としての出世は間違いなかったが、妹の女官ユリア・ハウケ伯爵夫人との恋が醜聞となったことから、それ以上の栄達はなくなった。ユリアは「伯爵夫人」の称号をもつドイツ系ポーランド人女性で、皇帝がポーランド立憲王国で任じた国防副大臣ヤン・マウリツィ・ハウケ伯爵の娘だった。当時、ニコライ1世は自分の姪をアレクサンダーと結婚させようと考えており、このロマンスを聞きつけると、2人の結婚を禁じてしまった。ヨーロッパの君主一家の一員が、一伯爵程度の下流貴族と結婚するなど考えられないことだった。
アレクサンダーは自分の将来を熟考しイギリスへ渡るが、ほどなくロシアへ戻り、サンクトペテルブルクからユリアと駆け落ちした。2人は1851年にプロイセンのブレスラウで正式に結婚した。
2人はヘッセンへ戻ったが、アレクサンダーの長兄ルートヴィヒ3世大公はユリアの爵位の低さに不機嫌になった。ユリアは大公により「バッテンベルク伯爵夫人」（アレクサンダー夫婦が最初隠遁していた、ヘッセン北部の小さな町の名にちなむ）の称号を授けられたが、今後生まれる2人の子供たちには大公家の継承権は与えられないことになった。ユリアはのち「大公子の妃」のランクに高められ、夫妻はダルムシュタットに住むようになった。
継承権のない夫妻は、静かな生活をおくった。2人は主としてハイリゲンベルク城（ヘッセン南部、ユーゲンハイム近郊）に住んだ。
アレクサンダーは1888年に亡くなり、ユリア妃はその7年後にシューロス・ハイリゲンベルクで亡くなった。

## バッテンベルク家
アレクサンダーとユリアの5人の子供たちは、母の爵位を姓とした。醜聞となった結婚にもかかわらず、バッテンベルク家の者はヨーロッパ貴族の中に受け入れられ、イギリス王室の一員にまでなった。アレクサンダーの次男アレクサンダーはブルガリア公となった。
- マリー・カロリーネ（1852年 - 1923年） - エアバッハ＝シェーンベルク伯（のち侯）グスタフ・エルンストと結婚
- ルートヴィヒ・アレクサンダー（1854年 - 1921年） - 初代ミルフォード・ヘイヴン侯爵
- アレクサンダー・ヨーゼフ（1857年 - 1893年） - ブルガリア公。
- ハインリヒ・モーリッツ（1858年 - 1896年） - イギリス王女ベアトリスと結婚
- フランツ・ヨーゼフ（1861年 - 1924年） - モンテネグロ王女アナと結婚

20世紀に入ると、アレクサンダーの血を引く3人の子孫が、ヨーロッパの君主の配偶者となった。
- ヴィクトリア・ユージェニー - スペイン王アルフォンソ13世妃。アレクサンダーの孫。
- ルイーズ - スウェーデン王グスタフ6世アドルフ妃。アレクサンダーの孫。
- エディンバラ公フィリップ - イギリス女王エリザベス2世の王配。アレクサンダーの曾孫。